# Резолюція Ради Безпеки ООН 120
Резолюція Ради Безпеки ООН 120 — резолюція, що була прийнята 4 листопада 1956 року на 754-му засіданні Ради Безпеки ООН, після розгляду питання стосовно загрозливої ситуації, яка виникла в Угорщині після застосування Радянським Союзом збройних сил для придушення спроб угорського народу знову затвердити власні права.
Враховуючи, що за відсутності одностайності серед постійних членів Рада Безпеки не змогла виконати свій головний обов'язок підтримки міжнародного миру та безпеки, Рада ухвалила скликати надзвичайну спеціальну сесію Генеральної Асамблеї ООН для розробки відповідних рекомендацій відносно становища в Угорщині.
За прийняття резолюції проголосували 10 з 11 членів Ради, проти висловився лише представник Радянського Союзу.

## Обговорення питання
27 жовтня 1956 року представники трьох постійних членів Ради Безпеки: від Франції Бернар Корню-Жантіль, Великої Британії — Пірсон Діксон та США — Генрі Кебот Лодж молодший надіслали Президенту Ради Безпеки, представнику Ірану, Насролі Ентезаму листа, в якому звернулися з проханням розглянути питання про становище, що склалося в Угорщині після дій іноземних збройних сил на території країни. Автори листа просили включити до порядку денного Ради Безпеки пункт з назвою «Ситуація в Угорщині», а також терміново зібрати засідання Ради для розгляду цього питання.
28 жовтня на своєму 746-му засіданні Рада Безпеки ухвалила запросити представника Угорщини для участі в обговоренні питання без права голосу.
1 листопада від імені угорського уряду Президент Ради міністрів Імре Надь надіслав на адресу Генерального секретаря ООН повідомлення про власні вимоги до уряду СРСР негайного виведення радянських збройних сил з території Угорщини. Наступного дня Імре Надь надіслав на адресу Генерального секретаря ООН нового листа, що містив прохання до Ради Безпеки запропонувати урядам СРСР та Угорщини негайно розпочати перемовини про виведення радянських збройних сил.
2 листопада на 752-му засіданні Рада Безпеки ООН делегувала Президенту Ради Насролі Ентезаму право вирішити надавати чи ні представнику Угорщини Яношу Сабо можливість зробити заяву за столом Ради до того, як буде виконана перевірка його повноважень.
У неділю 4 листопада 1956 року в Нью-Йорку відбулося 754-те засідання Ради Безпеки ООН, на якому були присутні представники 11 країн: Австралії, Бельгії, Китаю, Куби, Франції, Ірану, Перу, СРСР, Великої Британії, США та Югославії. Зайняти місце за столом Ради Президент Насрола Ентезам також запросив представника Угорщини Яноша Сабо.
На засіданні делегат від США Г. Лодж подав на розгляд Ради нову редакцію проекту резолюції, перший варіант якої був запропонований ще 3 листопада. Резолюція, зокрема, містила заклик до уряду Радянського Союзу негайно припинити втручання у внутрішні справи Угорщини, припинити введення на територію Угорщини додаткових військових частин і негайно вивести всі вже розташовані там власні збройні сили.
Усі члени Ради, окрім представників Радянського Союзу та Югославії, наполягали у своїх виступах негайно прийняти проект резолюції, запропонований делегатом Сполучених Штатів. Представник Китаю Цзян зауважив, що, враховуючи ситуацію, яка склалася в той час в Угорщині, проект резолюції став вже занадто слабким, і запропонував внести поправку в параграф 1 резолюції: Рада Безпеки «закликає уряд СРСР негайно припинити війну проти уряду і народу Угорщини і будь-яку форму втручання у внутрішні справи Угорщини». Натомість Г. Лодж наполягав, що обговорення нових поправок лише затримає прийняття важливого рішення, на що китайський делегат погодився і відкликав власну поправку. Представник Радянського Союзу Соболев А. О. у своїй промові намагався виправдати дії радянської армії в Угорщині, вважаючи зайвим втручання Організації Об'єднаних Націй, зокрема Ради Безпеки, у перебіг подій в Угорщині. Соболев запропонував відкласти прийняття рішення по угорському питанню до отримання офіційних підтверджень останніх повідомлень, що надійшли з Угорщини. Югославський делегат, не маючи технічної можливості отримати вказівки від свого уряду, повідомив, що буде поки утримуватися при голосуванні проекту резолюції. Президент Ради надав слово представнику Угорщини, який повідомив, що за неофіційними даними в країні вже сформований новий уряд на чолі з Яношем Кадаром. За проект резолюції, наданий делегацією США, проголосували 9 членів Ради, представник СРСР Соболев наклав вето, і проект резолюції відхилили. Г. Лодж запропонував скликати надзвичайну спеціальну сесію Генеральної Асамблеї, за що проголосували всі члени Ради, окрім представника Радянського Союзу.

## Наслідки
4 листопада 1956 року згідно з резолюцією 120 Ради Безпеки була скликана Друга надзвичайна спеціальна сесія Генеральної Асамблеї ООН, останнє пленарне засідання якої відбулося 10 листопада. Сесія прийняла 7 резолюцій, які, зокрема, закликали СРСР негайно припинити збройний напад на народ Угорщини і відмовитись від будь-якої форми втручання, особливо збройного, у внутрішні справи Угорщини.